# Mercado Maisonneuve
El Mercado Maisonneuve (en francés: Marché Maisonneuve) es un mercado público en Montreal, Quebec, Canadá. Se encuentra en la calle 4445 Ontario este en el barrio de Mercier-Hochelaga-Maisonneuve. Hace frontera con la calle Ontario al sur, la calle William-David al este, y Gennevilliers Laliberté al oeste y al norte. Se puede llegar allí desde las estaciones de Pie-IX y Viau en la Línea Verde del Metro de Montreal. El mercado original fue construido en 1912 según los planos del arquitecto Marius Dufresne. El actual edificio se inauguró en 1995, en sustitución de las estructuras  instaladas en 1980.